# Научно-исследовательский институт планирования при Госплане МССР
Научно-исследовательский институт планирования при Госплане МССР — научно-исследовательское учреждение при Госплане Молдавской ССР. Создано с целью планирования народного хозяйства республики. Адрес учреждения: г. Кишинёв, ул. Чернышевского (ныне — ул. Иона Крянгэ), 43. Институт существовал в 70-х — 80-х годах XX-го столетия. Первый директор — член-корр. АН МССР Петр Семенович Солтан.